# Verbrandingskamer

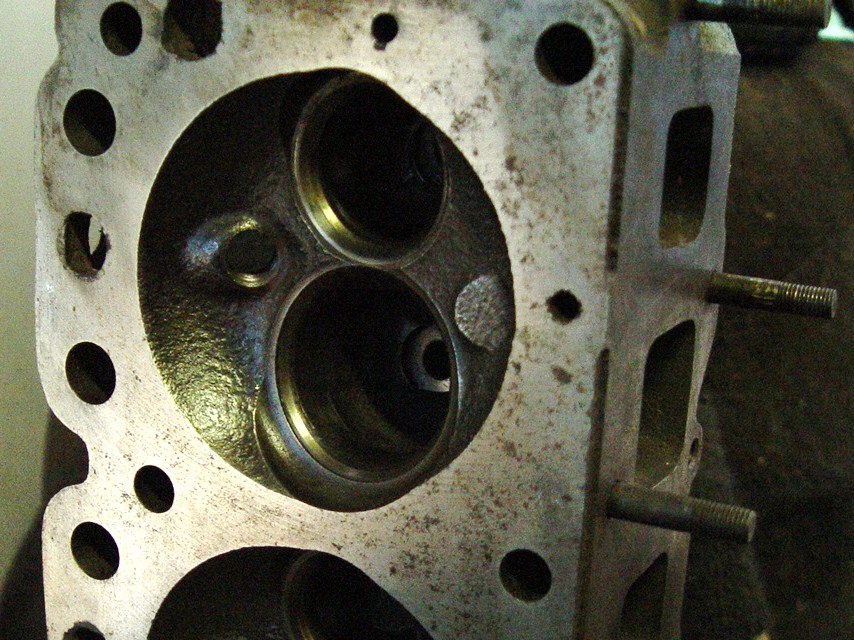
Verbrandingskamer in de cilinderkop van een benzinemotor. In de verbrandingskamer zitten de gaten voor de bougie (het kleinste), de inlaatklep (het grootste) en de uitlaatklep

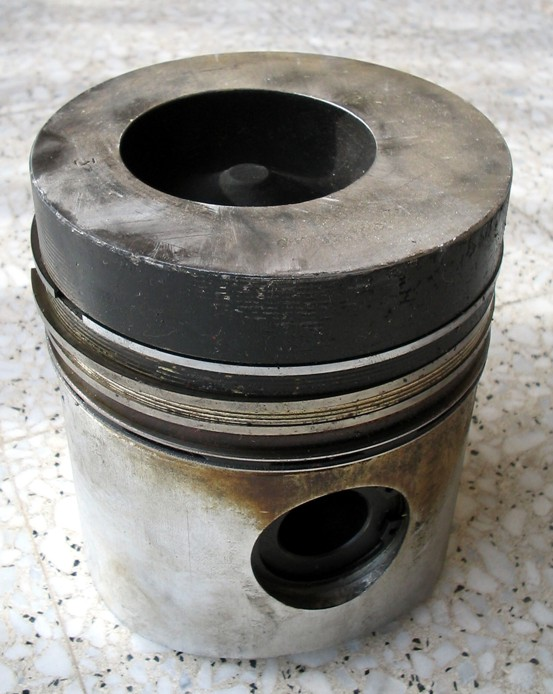
Bij sommige dieselmotoren is de verbrandingskamer in de zuigerbodem uitgespaard

Een verbrandingskamer betekent in letterlijke zin; een kamer waarin iets verbrand wordt. Meestal wordt die term gebruikt in de motortechniek. Dan is het meestal een ruimte in de cilinderkop waarin een lucht/brandstof mengsel wordt gecomprimeerd en tot ontbranding komt. Daar wordt de verbrandingsruimte ook wel "compressieruimte" genoemd. Er bestaan verschillende systemen die verschillende brandstoffen gebruiken, bijvoorbeeld: benzine, dieselolie of gas.
De compressieverhouding wordt verkregen door de inhoud van de verbrandingsruimte te vergelijken met deze zelfde inhoud plus het slagvolume.
De verbrandingskamer heeft, gecombineerd met andere componenten zoals zuiger en krukas, als doel om energie van de brandbare stof om te zetten in arbeid. Een voorbeeld hiervan is de verbrandingsmotor van een auto. Een neveneffect van de verbranding is warmteproductie.